# الانتخابات الفيدرالية لألمانيا الغربية 1972
تم إقامة الانتخابات الفيدرالية في ألمانيا الغربية في 19 نوفمبر 1972 وذلك لانتخاب أعضاء البوندستاغ السابع. في أول انتخابات مبكرة منذ استئناف الانتخابات الديمقراطية في عام 1949، أصبح الحزب الديمقراطي الاجتماعي أكبر حزب في البرلمان لأول مرة منذ عام 1930 ‏، حيث حصل على 230 مقعد من أصل 496 مقعد. كما تم استئناف تحالف الحزب الديمقراطي الاجتماعي مع الحزب الديمقراطي الحر.